# Hollis (Oklahoma)
Hollis es una ciudad ubicada en el condado de Harmon en el estado estadounidense de Oklahoma. En el año 2010 tenía una población de 	2060 habitantes y una densidad poblacional de 556,76 personas por km².

## Geografía
Hollis se encuentra ubicada en las coordenadas 34°41′11″N 99°55′1″O / 34.68639, -99.91694 (34.686374, -99.916889).

## Demografía
Según la Oficina del Censo en 2000 los ingresos medios por hogar en la localidad eran de $19,421 y los ingresos medios por familia eran $23,103. Los hombres tenían unos ingresos medios de $20,791 frente a los $14,792 para las mujeres. La renta per cápita para la localidad era de $10,408. Alrededor del 36.2% de la población estaban por debajo del umbral de pobreza.